# Вислицени, Гюнтер Эберхардт
Гюнтер Эберхардт Вислицени (нем. Günther-Eberhardt Wisliceny; 5 сентября 1912 — 25 августа 1985) — немецкий офицер, участник Второй мировой войны, оберштурмбаннфюрер СС, кавалер Рыцарского креста с Дубовыми листьями.

## Начало военной карьеры
В 1933 году поступил на службу в СС (лейбштандарт «Адольф Гитлер»). В июле 1935 года получил звание унтерштурмфюрера (лейтенант), с ноября 1938 — оберштурмфюрер (старший лейтенант).

## Вторая мировая война
Участвовал в захвате Югославии в апреле 1941 года, командир пехотной роты дивизии СС «Рейх».
С 22 июня 1941 года участвовал в германо-советской войне. Бои в Белоруссии, в районе Смоленска, под Москвой. В августе и в декабре — ранен. Награждён Железными крестами обеих степеней.
В 1942 году — бои в районе Ржева. С июня 1942 — Вислицени произведён в хауптштурмфюреры (капитан), назначен командиром пехотного батальона.
В марте 1942 — бои в районе Харькова. В апреле 1943 — награждён Золотым немецким крестом, произведён в штурмбаннфюреры (майор).
В июле 1943 года — бои на южном фасе Курской дуги, в том числе под Прохоровкой. Награждён Рыцарским крестом.
В начале 1944 года — бои на территории Украины. Тяжело ранен. С марта 1944 года — командир гренадерского полка, с апреля 1944 года — оберштурмбаннфюрер (подполковник).
С июня 1944 — бои в Нормандии против высадившихся войск западных союзников. В декабре 1944 — награждён Дубовыми листьями к Рыцарскому кресту.
В 1945 году — бои в Венгрии против советских войск. В марте 1945 года — вновь тяжело ранен. 6 мая 1945 года командующий 6-й танковой армией СС оберстгруппенфюрер Дитрих наградил Вислицени мечами (№ 151) к Рыцарскому кресту с Дубовыми листьями. С остатками немецких войск ушёл в Австрию, где после капитуляции Германии сдался в американский плен.

## После войны
Был передан из американского плена во Францию, где предстал перед судом по обвинению в причастности к уничтожению мирных жителей в Орадуре и Тюле. Признан невиновным. Отпущен на свободу в 1951 году.